# فتوولتائیک باند میانی
فتوولتائیک‌های باند میانی (به انگلیسی: Intermediate band photovoltaics) یا فتوولتائیک‌ها با باند میانی در تحقیقات سلول‌های خورشیدی روش‌هایی را برای فراتر رفتن از حد شاکلی-کوییسر در بازدهی یک سلول ارائه می‌دهند. این یک سطح انرژی باند میانی (آی‌بی) بین نوارهای ظرفیت و هدایت را معرفی می‌کند. از لحاظ نظری، معرفی‌کردن یک آی‌بی، به دو فوتون با انرژی کمتر از شکاف‌باند اجازه می‌دهد تا یک الکترون را از نوار ظرفیت به نوار هدایت برانگیزد. این جریان‌نوری القاشده و درنتیجه بازدهی را افزایش می‌دهد.

## محدودساز بازدهی‌ها

### یک باندی
لوکه و مارتی برای اولین بار با استفاده از موازنه تفصیلی، یک حد نظری را برای افزاره آی‌بی با یک سطح انرژی میانی بدست آوردند. آنها فرض کردند که هیچ حاملی در آی‌بی جمع نشده است و افزاره تحت غلظت کامل است. آنها دریافتند که حداکثر بازدهی ۶۳٫۲ درصد برای یک شکاف باند ۱٫۹۵ الکترون‌ولت (eV) با آی‌بی ۰٫۷۱ الکترون‌ولت از باند ظرفیت یا هدایت است. بازدهی محدود تحت یک روشنایی نور خورشید ۴۷٪ است.

### باندهای بی‌نهایت
گرین و براون این نتایج را با استخراج حد بازدهی نظری برای افزاره با بی‌نهایت آی‌بی گسترش دادند. با معرفی آی‌بی‌های بیشتر، حتی می‌توان از طیف برتابشی (به انگلیسی: incident) بیشتر استفاده کرد. پس از انجام موازنه تفصیلی، حداکثر بازده را ۷۷٫۲ درصد یافتند. این بازده کمتر از یک سلول چند پیوندی با اتصالات بی‌نهایت است. این به این دلیل است که در سلول‌های چندپیوندی، الکترون‌ها دقیقاً پس از برانگیختن به یک حالت انرژی بالاتر گرفته می‌شوند، درحالی که در افزاره آی‌بی، الکترون‌ها هنوز برای رسیدن به نوار هدایت و جمع شدن نیاز به گذار انرژی دیگری دارند.

## فناوری فعلی
آی‌بی‌ها پتانسیل نظری برای تبدیل شدن به افزاره‌هایی با بازدهی بالا دارند، اما ساختن آنها سخت است. معرفی یک آی‌بی سازوکارهای بازترکیبی غیرتابشی را بسیار افزایش می‌دهد. علاوه بر این، آی‌بی‌ها باید تا حدی پُر شوند تا امکان حرکت حامل به و از آی‌بی فراهم شود. این اغلب به حامل‌های دهنده نیاز دارد. سه روش فعلی ساخت افزاره‌های آی‌بی در زیر توضیح داده شده است.

### نقاط کوانتومی
روش اول، معرفی ساختارهای کوچک و همگن نقطه کوانتومی (کیودی) در یک افزاره تک پیوندی است. این یک آی‌بی ایجاد می‌کند که می‌تواند با تغییر شکل و اندازه کیودی‌ها تنظیم شود. برای اینکه یک افزاره آزمایشی پتانسیل بازدهی بالایی را نشان دهد، باید نشان دهد که می‌تواند جریانی را از جذب فوتون‌های زیرشکاف‌باند تولید کند و در عین حال ولتاژ خروجی افزاره را حفظ کند. با استفاده از نقاط کوانتومی با رشد-به‌طور-رونشستی، برخی از افزاره‌های آزمایشی، مانند ایندیم‌آرسنید (InAs)/گالیم آرسنید (GaAs)، قادر به انجام این کار بوده‌اند. افزاره‌های ایندیم‌آرسنید/گالیم‌آرسنید اولیه توانسته‌اند بازدهی‌هایی تا ۱۸٫۳٪ تولید کنند، اگرچه این هنوز هم کمتر از افزاره‌های تک پیوندی قابل‌مقایسه است. متأسفانه، ساختارهای کیودی چندین مشکل دارند:
1. آی‌بی معرفی شده اغلب خالی است و به حامل‌های دهنده نیاز دارد تا آن را تا حدی پر کنند.
2. این افزاره‌ها معمولاً فقط در دماهای پایین مؤثر هستند زیرا مستعد فرار گرمایی هستند.
3. استفاده از کیودی‌ها بازترکیبی غیرتابشی را افزایش می‌دهد که عملکرد زیرکاف‌باند را کاهش می‌دهد.
4. افزایش مقدار لایه‌های کیودی می‌تواند عملکرد زیرکاف‌باند را بهبود بخشد، اما همچنین باعث افزایش کشش شبکه روی افزاره می‌شود.

بنابراین، تحقیقات بیشتری برای ساخت افزاره‌هایی با بازدهی بالا مورد نیاز است. به‌طور خاص، ساختارهای کیودی با چگالی بالا با طول‌عمر حامل طولانی نیاز به توسعه و یافتن مواد جدید برای حذف نیاز به استفاده از حامل‌های دهنده برای پر کردن آی‌بی دارند.
یافته‌های مربوط به نقاط کوانتومی کلوئیدی ترکیب‌شده شیمیایی (سی‌کیودی) و مواد فتوولتائیک مبتنی‌بر پروسکایت، شرایط بالقوه مطلوبی را برای تحقق نیم‌رساناهای آی‌بی نشان داده‌اند. سی‌کیودی‌های ساخته شده از مواد با شکاف‌باند کم (در فروسرخ-نزدیک) به محصور شدن حامل قوی، طول‌عمر تابش بالا، شعاع بور بزرگ، اجازه می‌دهند و می‌توانند بر محدودیت‌های اصلی ذکرشده در نقاط رشد-به‌طور-رونشستی غلبه کنند. اول، سی‌کیودی‌ها را می‌توان به‌طور متراکم (با چگالی تا 1019–1020 dots/cm3 (نقطه بر مکعب)) در پوسته‌هایی که بسیار جاذب هستند، بسته‌بندی کرد. دوم، اندازه سی‌کیودی‌ها دقیقاً کنترل می‌شود و امکان پیکربندی واقعی ۳-شکاف‌باند را فراهم می‌کند. به عنوان مثال، پی‌بی‌اس سی‌کیودی‌های تعبیه شده در یک میزبان پروسکایت با شکاف‌باند-پهن می‌توانند پیکربندی بهینه آی‌بی را فراهم کنند و می‌توانند ضرایب جذب مرتبط با گذارهای آی‌بی را با مقادیر (تا ~105 cm−1) قابل مقایسه با مواد بدنه ارائه دهند. همچنین، پروسکایت‌ها و سی‌کیودی‌ها در محلول ترکیب می‌شوند که می‌توانند هتروکریستال‌های هم‌تراز-رونشستی نقاط-در-میزبان (CQD@Perovskite) تولید کنند، جایی که نقاط توسط پروسکایت غیرفعال می‌شوند و با غلظت تنظیم‌شده با کنترل‌سازی نسبت محلول‌های مخلوط به خوبی پراکنده می‌شوند.

### آلیاژهای بسیار ناهمسان
روش دیگر ساخت افزاره آی‌بی استفاده از آلیاژهای بسیار ناهمسان است. استفاده از این آلیاژهای ناهمسان به دلیل سازوکار ضدهم‌گذرسازی باند (BAC) یک آی‌بی را معرفی می‌کند. این اساساً تقسیم باند ظرفیت یا هدایت، بسته به نوع آلیاژ، به دو باند است. این مواد معمولاً از آلیاژهای III-V ساخته می‌شوند، اما با آلیاژهای II-VI نیز ساخته شده‌اند. دو آلیاژی که بیشتر مورد مطالعه قرار گرفته‌اند ZnTe آلاییده با O و GaAs آلاییده با N هستند. بااینکه این، افزاره‌های ZnTeO نسبت به یک افزاره ZnTe با یک شکاف‌باند مشابه، جریان‌نوری و بازدهی بالاتری را نشان داده‌اند. متأسفانه، هر دو ساختار بازدهی کمتر از ۱٪ را نشان می‌دهند. با حرکت رو به جلو، تحقیقات بیشتری برای یافتن مواد با باندهای آی‌بی تا حدی پر شده مورد نیاز است.

### مواد حجیم با ناخالصی‌های سطح عمیق
در نهایت، آخرین رویکرد، وارد کردن ناخالصی‌های سطح عمیق (دی‌ال‌آی) به یک ماده حجیم نیمه‌رسانا است. این روش مشابه آلیاژهای بسیار ناهمسان است، با این حال درصد آلایش بسیار کمتر است. بزرگ‌ترین مشکل در مورد این افزاره‌ها این است که بازترکیب غیرتابشی، عمدتاً شاکلی-رید-هال، به‌طور قابل‌توجهی افزایش می‌یابد. تحقیقات قابل‌توجهی در این زمینه با هدف دستیابی به «بازیابی مادام العمر» یا توانایی افزایش طول‌عمر حامل با معرفی بیشتر دی‌ال‌آی انجام شد. به‌طور خاص، اعتقاد بر این بود که بازیابی طول‌عمر را می‌توان با افزایش غلظت دی‌ال‌آی در عایق به گذار فلز به دست آورد. کریچ، با این حال، این را رد کرد و در این فرایند «عدد شایستگی» را برای تعیین اینکه آیا مواد برای آی‌بی با بازدهی بالا مناسب هستند پیشنهاد کرد. ایده این بود که اگر طول‌عمر بازترکیب غیرتابشی به‌طور قابل‌توجهی بیشتر از زمان گذار یک الکترون از نوار هدایت به آی‌بی باشد، آن‌گاه ماده می‌تواند بازده را افزایش دهد. اساساً، الکترون می‌تواند قبل از بازترکیب‌سازی به آی‌بی برسد که منجر به جریان نوری القاشده بالاتری می‌شود. این عدد شایستگی برای توضیح اینکه چرا هیچ وسیله قابل استفاده ای با استفاده از سیلیکون بسیار آلاییده ساخته نشده است، استفاده شده است. به ویژه سیلیکون آلاییده با کالکوژن، به دلیل طول‌عمر بازترکیب کوچک غیرتابشی، از شایستگی پایینی برخوردار است. برای دستیابی به افزاره‌های آی‌بی، تحقیقات بیشتری برای یافتن یک ماده نیم‌رسانا حجیم که طول‌عمر بازترکیب غیرتابشی بالاتری را نشان می‌دهد، باید انجام شود.